# Luluś
Luluś (ang. Louie, fr. Didou, 2008-2012) – serial animowany produkcji brytyjsko-francuskiej z 2008 roku.

## Fabuła
Królik Luluś i biedronka Kropka uczą dzieci pożytecznych umiejętności typu: jak w łatwy sposób można namalować różne przedmioty i zwierzęta, jaka jest różnica między kołem a kwadratem.
Bajka powstała na podstawie książek autorstwa Yves'a Gota i cieszy się ogromną popularnością na całym świecie.

## Spis odcinków
| N/o            | Polski tytuł                         | Angielski tytuł                    | Francuski tytuł                            |
| -------------- | ------------------------------------ | ---------------------------------- | ------------------------------------------ |
|                |                                      |                                    |                                            |
| SERIA PIERWSZA |                                      |                                    |                                            |
|                |                                      |                                    |                                            |
| 001            | Luluś - narysuj domek!               | Louie, Draw Me a House             | Didou, dessine-moi une Maison              |
|                |                                      |                                    |                                            |
| 002            | Luluś - narysuj ślimaka!             | Louie, Draw Me a Snail             | Didou, dessine-moi un Escargot             |
|                |                                      |                                    |                                            |
| 003            | Luluś - narysuj wielbłąda!           | Louie, Draw Me a Camel             | Didou, dessine-moi un Chameau              |
|                |                                      |                                    |                                            |
| 004            | Luluś - narysuj pieska!              | Louie, Draw Me a Dog               | Didou, dessine-moi un Chien                |
|                |                                      |                                    |                                            |
| 005            | Luluś - narysuj kwiatek!             | Louie, Draw Me a Flower            | Didou, dessine-moi une Fleur               |
|                |                                      |                                    |                                            |
| 006            | Luluś - narysuj nosorożca!           | Louie, Draw Me a Rhinoceros        | Didou, dessine-moi un Rhinocéros           |
|                |                                      |                                    |                                            |
| 007            | Luluś - narysuj pingwina!            | Louie, Draw Me a Penguin           | Didou, dessine-moi un Pingouin             |
|                |                                      |                                    |                                            |
| 008            | Luluś - narysuj delfina!             | Louie, Draw Me a Dolphin           | Didou, dessine-moi un Dauphin              |
|                |                                      |                                    |                                            |
| 009            | Luluś - narysuj samochód!            | Louie, Draw Me a Car               | Didou, dessine-moi une Voiture             |
|                |                                      |                                    |                                            |
| 010            | Luluś - narysuj łódź!                | Louie, Draw Me a Boat              | Didou, dessine-moi un Bateau               |
|                |                                      |                                    |                                            |
| 011            | Luluś - narysuj smoka!               | Louie, Draw Me A Dragon            | Didou, dessine-moi un Dragon               |
|                |                                      |                                    |                                            |
| 012            | Luluś - narysuj robota!              | Louie, Draw Me a Robot             | Didou, dessine-moi un Robot                |
|                |                                      |                                    |                                            |
| 013            | Luluś - narysuj rakietę!             | Louie, Draw Me A Rocket            | Didou, dessine-moi une Fusée               |
|                |                                      |                                    |                                            |
| 014            | Luluś - narysuj strusia!             | Louie, Draw Me An Ostrich          | Didou, dessine-moi une Autruche            |
|                |                                      |                                    |                                            |
| 015            | Luluś - narysuj krokodyla!           | Louie, Draw Me A Crocodile         | Didou, dessine-moi un Crocodile            |
|                |                                      |                                    |                                            |
| 016            | Luluś - narysuj owieczkę!            | Louie, Draw Me a Sheep             | Didou, dessine-moi un Mouton               |
|                |                                      |                                    |                                            |
| 017            | Luluś - narysuj konia!               | Louie, Draw Me a Horse             | Didou, dessine-moi un Cheval               |
|                |                                      |                                    |                                            |
| 018            | Luluś - narysuj zjeżdżalnię!!        | Louie, Draw Me A Slide             | Didou, dessine-moi un Toboggan             |
|                |                                      |                                    |                                            |
| 019            | Luluś - narysuj samolot!             | Louie, Draw me Aeroplane           | Didou, dessine-moi un Avion                |
|                |                                      |                                    |                                            |
| 020            | Luluś - narysuj krowę!               | Louie, Draw Me a Cow               | Didou, dessine-moi une Vache               |
|                |                                      |                                    |                                            |
| 021            | Luluś - narysuj kameleona!           | Louie, Draw Me a Chameleon         | Didou, dessine-moi un Caméléon             |
|                |                                      |                                    |                                            |
| 022            | Luluś - narysuj kangura!             | Louie, Draw Me a Kangaroo          | Didou, dessine-moi un Kangourou            |
|                |                                      |                                    |                                            |
| 023            | Luluś - narysuj słonia!              | Louie, Draw Me an Elephant         | Didou, dessine-moi un Éléphant             |
|                |                                      |                                    |                                            |
| 024            | Luluś - narysuj wielki balon!        | Louie, Draw Me a Hot Air Balloon   | Didou, dessine-moi une Montgolfière        |
|                |                                      |                                    |                                            |
| 025            | Luluś - narysuj wóz strażacki!       | Louie, Draw Me a Fire Engine       | Didou, dessine-moi un Camion de Pompiers   |
|                |                                      |                                    |                                            |
| 026            | Luluś - narysuj bobra!               | Louie, Draw Me a Beaver            | Didou, dessine-moi un Castor               |
|                |                                      |                                    |                                            |
| 027            | Luluś - narysuj żabę!                | Louie, Draw Me a Frog              | Didou, dessine-moi une Grenouille          |
|                |                                      |                                    |                                            |
| 028            | Luluś - narysuj wiewiórkę!           | Louie, Draw Me a Squirrel          | Didou, dessine-moi un Écureuil             |
|                |                                      |                                    |                                            |
| 029            | Luluś - narysuj drzewo!              | Louie, Draw Me a Tree              | Didou, dessine-moi un Arbre                |
|                |                                      |                                    |                                            |
| 030            | Luluś - narysuj tort!                | Louie, Draw Me a Cake              | Didou, dessine-moi un Gâteau               |
|                |                                      |                                    |                                            |
| 031            | Luluś - narysuj zamek!               | Louie, Draw Me a Castle            | Didou, dessine-moi un Château              |
|                |                                      |                                    |                                            |
| 032            | Luluś - narysuj lwa!                 | Louie, Draw Me a Lion              | Didou, dessine-moi un Lion                 |
|                |                                      |                                    |                                            |
| 033            | Luluś - narysuj fokę!                | Louie, Draw Me a Sea Lion          | Didou, dessine-moi une Otarie              |
|                |                                      |                                    |                                            |
| 034            | Luluś - narysuj pelikana!            | Louie, Draw Me a Pelican           | Didou, dessine-moi un Pélican              |
|                |                                      |                                    |                                            |
| 035            | Luluś - narysuj pianino!             | Louie, Draw Me a Piano             | Didou, dessine-moi un Piano                |
|                |                                      |                                    |                                            |
| 036            | Luluś - narysuj renifera!            | Louie, Draw Me A Reindeer          | Didou, dessine-moi un Renne                |
|                |                                      |                                    |                                            |
| 037            | Luluś - narysuj małpę!               | Louie, Draw Me a Monkey            | Didou, dessine-moi un Singe                |
|                |                                      |                                    |                                            |
| 038            | Luluś - narysuj traktor!             | Louie, Draw Me a Tractor           | Didou, dessine-moi un Tracteur             |
|                |                                      |                                    |                                            |
| 039            | Luluś - narysuj pociąg!              | Louie, Draw Me a Train             | Didou, dessine-moi un Train                |
|                |                                      |                                    |                                            |
| SERIA DRUGA    |                                      |                                    |                                            |
|                |                                      |                                    |                                            |
| 040            | Luluś - narysuj motylka!             | Louie, Draw Me a Butterfly         | Didou, dessine-moi un Papillon             |
|                |                                      |                                    |                                            |
| 041            | Luluś - narysuj świnkę!              | Louie, Draw Me a Pig               | Didou, dessine-moi un Cochon               |
|                |                                      |                                    |                                            |
| 042            | Luluś - narysuj lawetę!              | Louie, Draw Me a Tow Truck         | Didou, dessine-moi une Dépanneuse          |
|                |                                      |                                    |                                            |
| 043            | Luluś - narysuj stracha na wróble!   | Louie, Draw Me a Scarecrow         | Didou, dessine-moi un Épouvantail          |
|                |                                      |                                    |                                            |
| 044            | Luluś - narysuj papugę!              | Louie, Draw Me a Parrot            | Didou, dessine-moi un Perroquet            |
|                |                                      |                                    |                                            |
| 045            | Luluś - narysuj żyrafę!              | Louie, Draw Me a Giraffe           | Didou, dessine-moi une Girafe              |
|                |                                      |                                    |                                            |
| 046            | Luluś - narysuj hipopotama!          | Louie, Draw Me a Hippopotamus      | Didou, dessine-moi un Hippopotame          |
|                |                                      |                                    |                                            |
| 047            | Luluś - narysuj latarnię morską!     | Louie, Draw Me a Lighthouse        | Didou, dessine-moi un Phare                |
|                |                                      |                                    |                                            |
| 048            | Luluś - narysuj sanki!               | Louie, Draw Me A Sledge            | Didou, dessine-moi une Luge                |
|                |                                      |                                    |                                            |
| 049            | Luluś - narysuj myszkę!              | Louie, Draw Me a Mouse             | Didou, dessine-moi une Souris              |
|                |                                      |                                    |                                            |
| 050            | Luluś - narysuj dźwig!               | Louie, Draw Me a Crane             | Didou, dessine-moi une Grue                |
|                |                                      |                                    |                                            |
| 051            | Luluś - narysuj łódź podwodną!       | Louie, Draw Me a Submarine         | Didou, dessine-moi un Sous-Marin           |
|                |                                      |                                    |                                            |
| 052            | Luluś - narysuj misia koala!         | Louie, Draw Me a Koala             | Didou, dessine-moi un Koala                |
|                |                                      |                                    |                                            |
| 053            | Luluś - narysuj wilka!               | Louie, Draw Me a Wolf              | Didou, dessine-moi un Loup                 |
|                |                                      |                                    |                                            |
| 054            | Luluś - narysuj sowę!                | Louie, Draw Me an Owl              | Didou, dessine-moi un Hibou                |
|                |                                      |                                    |                                            |
| 055            | Luluś - narysuj wieloryba!           | Louie, Draw Me a Whale             | Didou, dessine-moi une Baleine             |
|                |                                      |                                    |                                            |
| 056            | Luluś - narysuj kraba!               | Louie, Draw Me a Crab              | Didou, dessine-moi un Crabe                |
|                |                                      |                                    |                                            |
| 057            | Luluś - narysuj latający spodek!     | Louie, Draw Me a Flying Saucer     | Didou, dessine-moi une Soucoupe Volante    |
|                |                                      |                                    |                                            |
| 058            | Luluś - narysuj helikopter!          | Louie, Draw Me a Helicopter        | Didou, dessine-moi un Hélicoptère          |
|                |                                      |                                    |                                            |
| 059            | Luluś - narysuj taczkę!              | Louie, draw me a Wheelbarrow       | Didou, dessine-moi une Brouette            |
|                |                                      |                                    |                                            |
| 060            | Luluś - narysuj karuzelę!            | Louie, Draw Me a Merry-Go-Round    | Didou, dessine-moi un Manège               |
|                |                                      |                                    |                                            |
| 061            | Luluś - narysuj pług śnieżny         | Louie, Draw Me A Snow Plough       | Didou, dessine-moi un Chasse-Neige         |
|                |                                      |                                    |                                            |
| 062            | Luluś - narysuj ośmiornicę!          | Louie, Draw Me an Octopus          | Didou, dessine-moi une Pieuvre             |
|                |                                      |                                    |                                            |
| 063            | Luluś - narysuj koziorożca!          | Louie, Draw Me an Ibex             | Didou, dessine-moi un Bouquetin            |
|                |                                      |                                    |                                            |
| 064            | Luluś - narysuj dinozaura!           | Louie, Draw Me a Dinosaur          | Didou, dessine-moi un Dinosaure            |
|                |                                      |                                    |                                            |
| 065            | Luluś - narysuj flaminga!            | Louie, Draw Me a Flamingo          | Didou, dessine-moi un Flamant-Rose         |
|                |                                      |                                    |                                            |
| 066            | Luluś - narysuj piracki okręt!       | Louie, Draw Me a Pirate Ship       | Didou, dessine-moi un Bateau de Pirate     |
|                |                                      |                                    |                                            |
| 067            | Luluś - narysuj yeti!                | Louie, Draw Me a Yeti              | Didou, dessine-moi un Yéti                 |
|                |                                      |                                    |                                            |
| 068            | Luluś - narysuj geparda!             | Louie, Draw Me a Cheetah           | Didou, dessine-moi un Guépard              |
|                |                                      |                                    |                                            |
| 069            | Luluś - narysuj misia!               | Louie, Draw Me a Bear              | Didou, dessine-moi un Ours                 |
|                |                                      |                                    |                                            |
| 070            | Luluś - narysuj mamuta!              | Louie, Draw Me a Mammoth           | Didou, dessine-moi un Mammouth             |
|                |                                      |                                    |                                            |
| 071            | Luluś - narysuj dyliżans!            | Louie, Draw Me a Stagecoach        | Didou, dessine-moi une Diligence           |
|                |                                      |                                    |                                            |
| 072            | Luluś - narysuj karetę!              | Louie, Draw Me a Carriage          | Didou, dessine-moi un Carrosse             |
|                |                                      |                                    |                                            |
| 073            | Luluś - narysuj bociana!             | Louie, Draw Me a Stalk             | Didou, dessine-moi une Cigogne             |
|                |                                      |                                    |                                            |
| 074            | Luluś - narysuj kotka!               | Louie, Draw Me a Cat               | Didou, dessine-moi un Chat                 |
|                |                                      |                                    |                                            |
| 075            | Luluś - narysuj tchórza!             | Louie, Draw Me a Polecat           | Didou, dessine-moi un Putois               |
|                |                                      |                                    |                                            |
| 076            | Luluś - narysuj kreta!               | Louie, Draw Me a Mole              | Didou, dessine-moi une Taupe               |
|                |                                      |                                    |                                            |
| 077            | Luluś - narysuj ducha!               | Louie, Draw Me A Ghost             | Didou, dessine-moi un Fantôme              |
|                |                                      |                                    |                                            |
| 078            | Luluś - narysuj wiedźmę!             | Louie, Draw Me a Witch             | Didou, dessine-moi une Sorcière            |
|                |                                      |                                    |                                            |
| SERIA TRZECIA  |                                      |                                    |                                            |
|                |                                      |                                    |                                            |
| 079            | Luluś - narysuj gołębia!             | Louie, Draw Me a Pigeon            | Didou, dessine-moi un Pigeon               |
|                |                                      |                                    |                                            |
| 080            | Luluś - narysuj potwora z Loch Ness! | Louie, Draw Me a Loch Ness Monster | Didou, dessine-moi le Monstre du Loch Ness |
|                |                                      |                                    |                                            |
| 081            | Luluś - narysuj narwala!             | Louie, Draw Me a Narwhal           | Didou, dessine-moi un Narval               |
|                |                                      |                                    |                                            |
| 082            | Luluś - narysuj igloo!               | Louie, Draw Me an Igloo            | Didou, dessine-moi un Igloo                |
|                |                                      |                                    |                                            |
| 083            | Luluś - narysuj orła!                | Louie, Draw Me an Eagle            | Didou, dessine-moi un Aigle                |
|                |                                      |                                    |                                            |
| 084            | Luluś - narysuj pająka!              | Louie, Draw Me a Spider            | Didou, dessine-moi une Araignée            |
|                |                                      |                                    |                                            |
| 085            | Luluś - narysuj pirata!              | Louie, Draw Me a Pirate            | Didou, dessine-moi un Pirate               |
|                |                                      |                                    |                                            |
| 086            | Luluś - narysuj pawia!               | Louie, Draw Me a Peacock           | Didou, dessine-moi un Paon                 |
|                |                                      |                                    |                                            |
| 087            | Luluś - narysuj tipi!                | Louie, Draw Me a Teepee            | Didou, dessine-moi un Tipi                 |
|                |                                      |                                    |                                            |
| 088            | Luluś - narysuj koguta!              | Louie, Draw Me a Cockerel          | Didou, dessine-moi un Coq                  |
|                |                                      |                                    |                                            |
| 089            | Luluś - narysuj klauna!              | Louie, Draw Me a Clown             | Didou, dessine-moi un Clown                |
|                |                                      |                                    |                                            |
| 090            | Luluś - narysuj srokę!               | Louie, Draw Me a Magpie            | Didou, dessine-moi une Pie                 |
|                |                                      |                                    |                                            |
| 091            | Luluś - narysuj bernardyna!          | Louie, Draw Me a Saint Bernard     | Didou, dessine-moi un Saint-Bernard        |
|                |                                      |                                    |                                            |
| 092            | Luluś - narysuj wydrę!               | Louie, Draw Me an Otter            | Didou, dessine-moi une Loutre              |
|                |                                      |                                    |                                            |
| 093            | Luluś - narysuj okularnika!          | Louie, Draw Me a Spectacled Cobra  | Didou, dessine-moi un Serpent à Lunettes   |
|                |                                      |                                    |                                            |
| 094            | Luluś - narysuj wróżkę!              | Louie, Draw Me a Fairy             | Didou, dessine-moi une Fée                 |
|                |                                      |                                    |                                            |
| 095            | Luluś - narysuj skuter!              | Louie, Draw Me a Scooter           | Didou, dessine-moi un Scooter              |
|                |                                      |                                    |                                            |
| 096            | Luluś - narysuj lotnię!              | Louie, Draw Me a Hang-Glider       | Didou, dessine-moi un Deltaplane           |
|                |                                      |                                    |                                            |
| 097            | Luluś - narysuj pandę!               | Louie, Draw Me a Panda             | Didou, dessine-moi un Panda                |
|                |                                      |                                    |                                            |
| 098            | Luluś - narysuj tygrysa!             | Louie, Draw Me A Tiger             | Didou, dessine-moi un Tigre                |
|                |                                      |                                    |                                            |
| 099            | Luluś - narysuj rekina!              | Louie, Draw Me a Shark             | Didou, dessine-moi un Requin               |
|                |                                      |                                    |                                            |
| 100            | Luluś - narysuj elfa!                | Louie, Draw Me an Elf              | Didou, dessine-moi un Lutin                |
|                |                                      |                                    |                                            |
| 101            | Luluś - narysuj żółwia!              | Louie, Draw Me a Tortoise          | Didou, dessine-moi une Tortue              |
|                |                                      |                                    |                                            |
| 102            | Luluś - narysuj osła!                | Louie, Draw Me a Donkey            | Didou, dessine-moi un Âne                  |
|                |                                      |                                    |                                            |
| 103            | Luluś - narysuj statek               | Louie, Draw Me a Liner             | Didou, dessine-moi un Paquebot             |
|                |                                      |                                    |                                            |
| 104            | Luluś - narysuj antylopę!            | Louie, Draw Me an Antelope         | Didou, dessine-moi une Antilope            |
|                |                                      |                                    |                                            |
| 105            | Luluś - narysuj radiowóz!            | Louie, Draw Me a Police Car        | Didou, dessine-moi une Voiture de Police   |
|                |                                      |                                    |                                            |
| 106            | Luluś - narysuj jeża!                | Louie, Draw Me a Hedgehog          | Didou, dessine-moi un Hérisson             |
|                |                                      |                                    |                                            |
| 107            | Luluś - narysuj ambulans!            | Louie, Draw Me an Ambulance        | Didou, dessine-moi une Ambulance           |
|                |                                      |                                    |                                            |
| 108            | Luluś - narysuj lamę!                | Louie, Draw Me a Lama              | Didou, dessine-moi un Lama                 |
|                |                                      |                                    |                                            |
| 109            | Luluś - narysuj śmieciarkę!          | Louie, Draw Me a Dustbin Lorry     | Didou, dessine-moi un Camion-Poubelle      |
|                |                                      |                                    |                                            |
| 110            | Luluś - narysuj koparkę!             | Louie, Draw Me a Digger            | Didou, dessine-moi une Pelleteuse          |
|                |                                      |                                    |                                            |
| 111            | Luluś - narysuj choinkę!             | Louie, Draw Me a Christmas Tree    | Didou, dessine-moi un Sapin                |
|                |                                      |                                    |                                            |
| 112            | Luluś - narysuj poduszkowiec!        | Louie, Draw Me a Hovercraft        | Didou, dessine-moi un Hydroglisseur        |
|                |                                      |                                    |                                            |
| 113            | Luluś - narysuj ogra!                | Louie, Draw Me an Ogre             | Didou, dessine-moi un Ogre                 |
|                |                                      |                                    |                                            |
| 114            | Luluś - narysuj nietoperza!          | Louie, Draw Me a Brown Bat         | Didou, dessine-moi une Chauve-Souris       |
|                |                                      |                                    |                                            |
| 115            | Luluś - narysuj dżina!               | Louie, Draw Me a Genie             | Didou, dessine-moi un Génie                |
|                |                                      |                                    |                                            |
| 116            | Luluś - narysuj wóż cyrkowy!         | Louie, Draw Me a Caravan           | Didou, dessine-moi une Roulotte            |
|                |                                      |                                    |                                            |
| 117            | Luluś - narysuj świstaka!            | Louie, Draw Me a Mamrot            | Didou, dessine-moi une Marmotte            |
|                |                                      |                                    |                                            |